# Пайки (Броварський район)
Пайки́ —  село в Україні, у Броварському районі Київської області. Населення становить 4 особи. Входить до складу Згурівської селищної громади.

## Історія
Селище було приписане до.Вознесенської церкві у Попівці.
У 1859 році в селищі Пайки було 48 дворів де жило 336 осіб (166 чоловічої і 170 жіночої статі)
Селище є на мапі 1826-1840 років.
1912 - "деревня" з населенням 464 особи.
| Україна | Це незавершена стаття з географії України. Ви можете допомогти проєкту, виправивши або дописавши її. |

1. ↑  Зведений каталог метричних книг що зберігаються в державних архівах України  т.4, ст.658 (PDF) (українська) . Український науково-дослідницький інститут архівної справи та документознавства. Архів оригіналу (PDF) за 10 квітня 2021. Процитовано 7 жовтня 2021.
2. ↑  ИнфоРост, Н. П. ГПИБ | [Вып.] 33 : Полтавская губерния. - 1862. elib.shpl.ru. Архів оригіналу за 15 січня 2021. Процитовано 7 жовтня 2021.
3. ↑  Специальная карта Западной части России Шуберта 1826-1840 годов. www.etomesto.ru. Архів оригіналу за 7 жовтня 2021. Процитовано 7 жовтня 2021.
4. ↑  Список населённых мест Полтавской губернии с кратким географическим очерком губернии. – Пл.: изд.губ.стат.комитета, 1912 г. – 517 с.